# Phygelius capensis
Фігеліус капський (Phygelius capensis) — вид рослини родини ранникові.

## Назва
В англійській мові має назву «капська вуксія» (Phygelius capensis).

## Будова
Кущ висотою до 2,5 м з темно-зеленим листям до 9 см. Яскраво-червоні квіти довгі трубчасті, з п'ятьма пелюстками, що загнуті назад. Квіти схожі на фуксію і зібрані у великі суцвіття до 60 см. Квітне тривалий час, 4-5 місяців. 

## Поширення та середовище існування
Зростає на узбережжі струмків Південної Африки.

## Практичне використання
Вирощується як декоративна рослина. 
У поєднанні з Ledebouria cooperi (Hook. f.) використовується для церемонії ініціації хлопчиців у племенах Сесото. Під дією цих рослин хлопчики одурманюються і засинають.

## Галерея

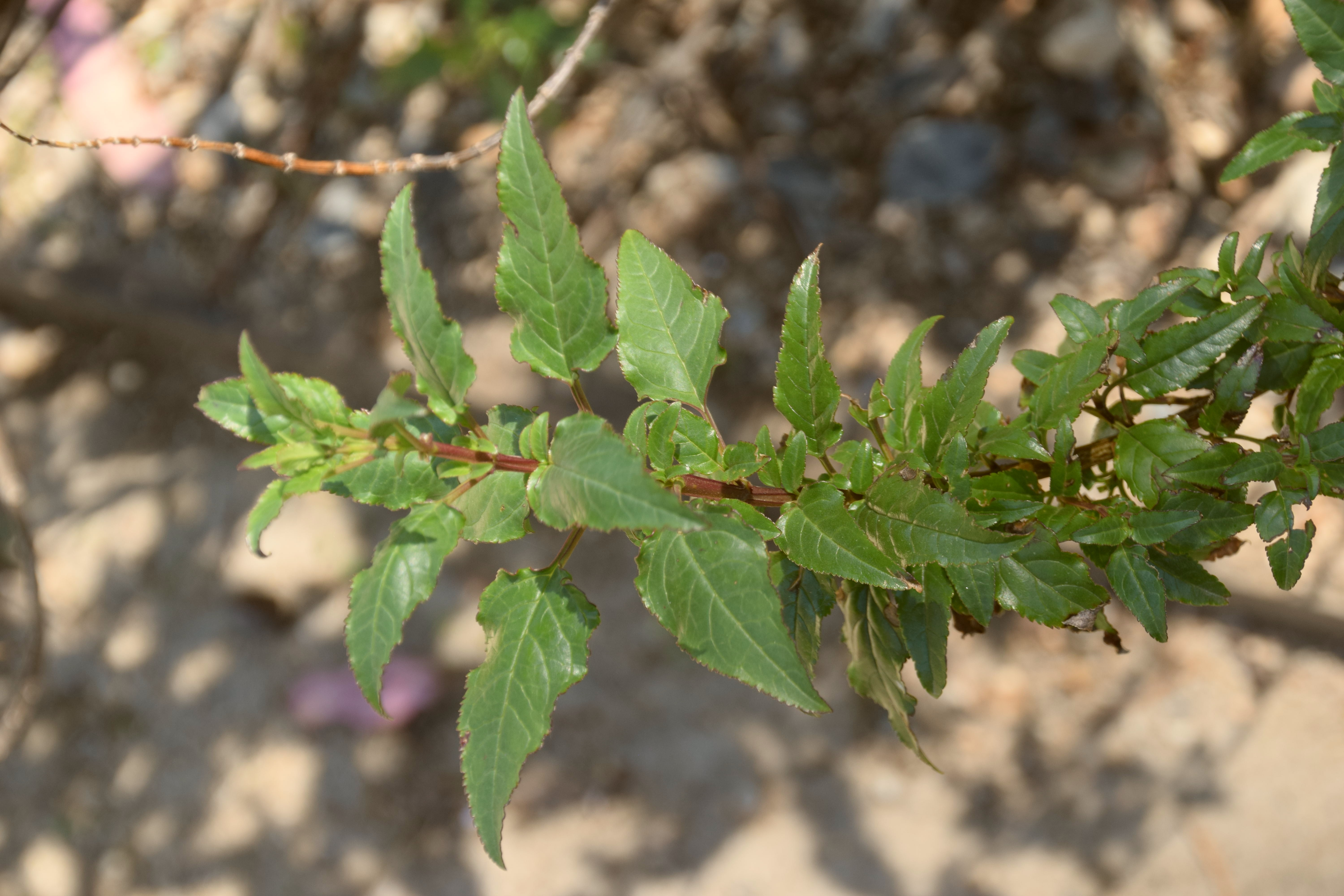
Листя
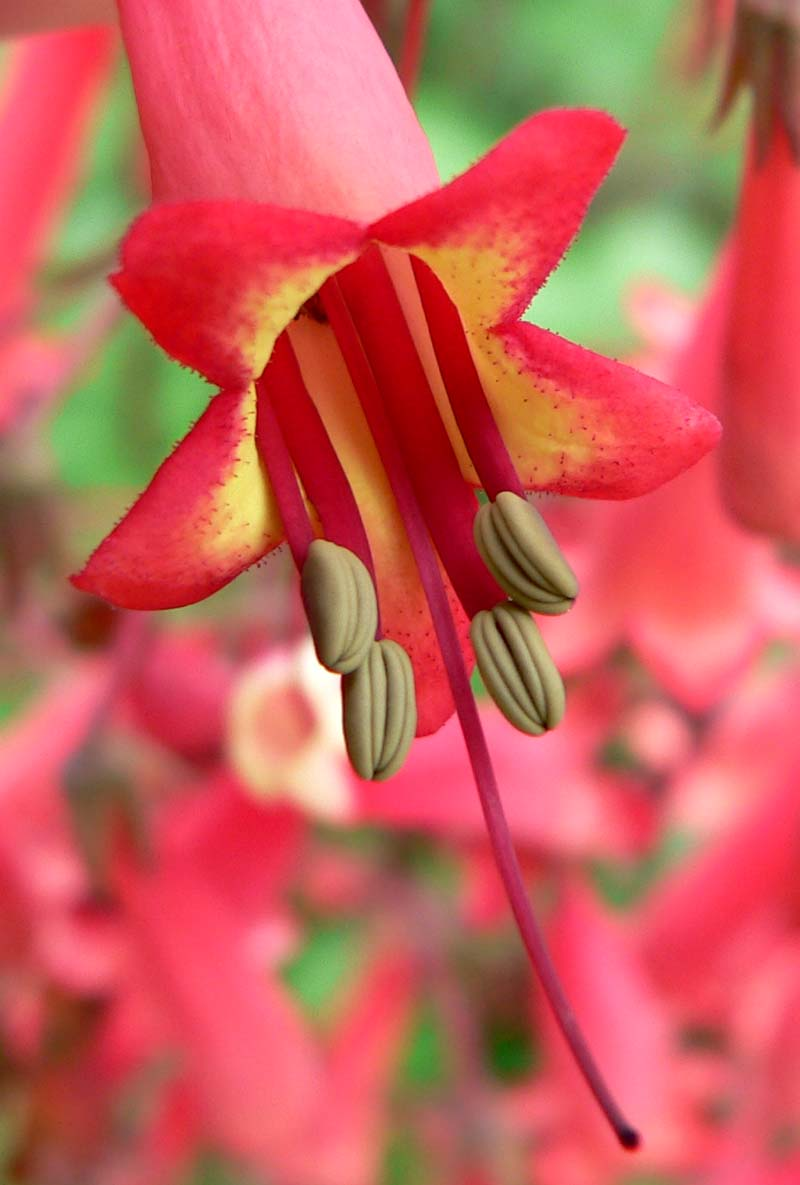
Квіти
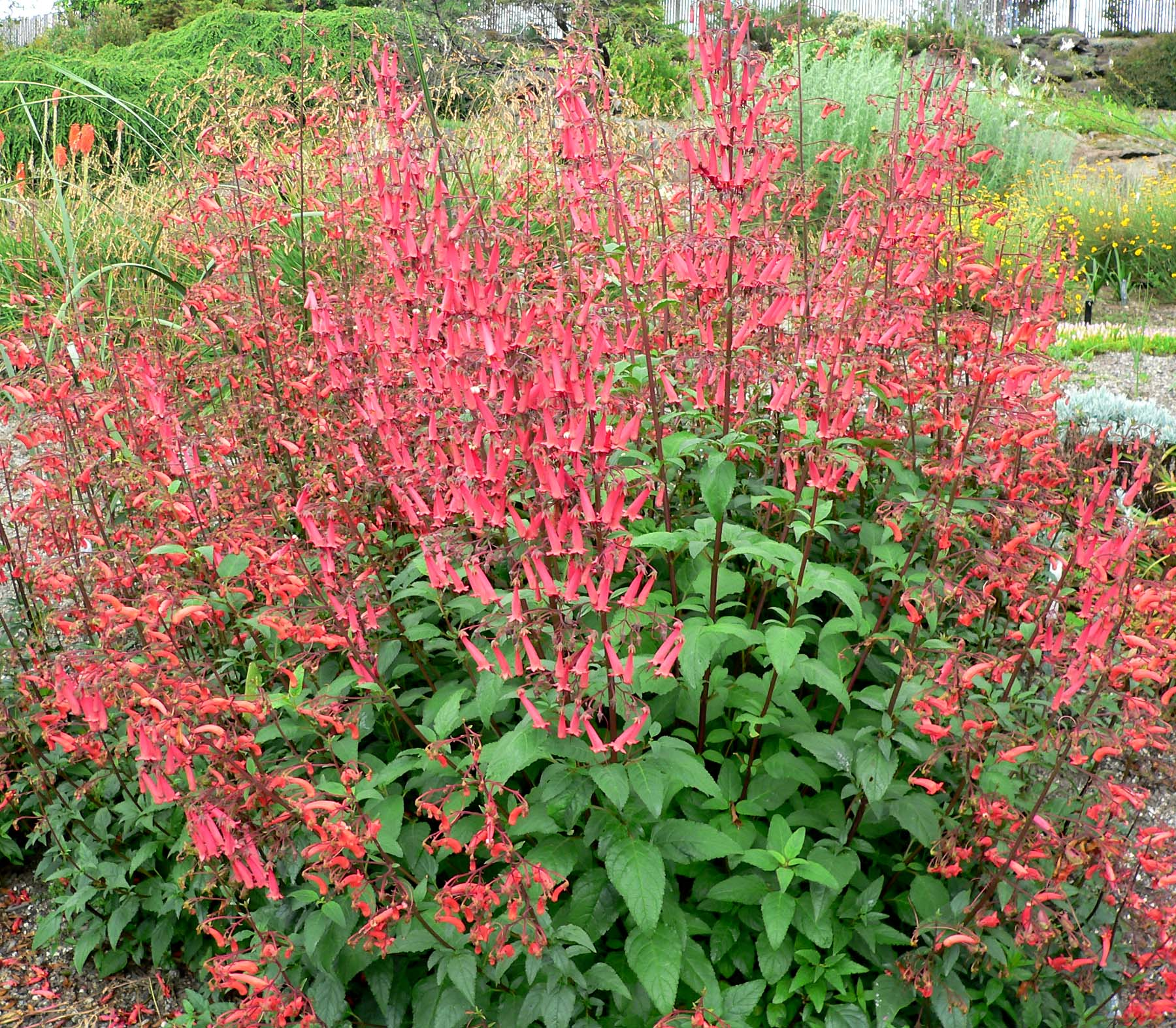
Зарості